# Kunigunde von Bilstein
Kunigunde von Bilstein (* um 1080; † 1138/1140) war Gräfin von Gudensberg.
Kunigunde war eine Tochter des Grafen Rugger (oder Rucker) II. von Bilstein und (vermutlich, aber nicht bewiesen) einer namentlich unbekannten Tochter des Grafen Werner III. von Gudensberg. Sie heiratete zunächst den Grafen Giso IV. von Gudensberg, mit dem sie zwei überlebende Kinder hatte: Hedwig (* 1098, † 1148) und Giso V. (* um 1110, † 1137). Nach dem Tod Gisos IV. (12. März 1123) heiratete sie 1123 den Grafen Heinrich Raspe I., den jüngeren Bruder des Grafen und späteren Landgrafen Ludwig I. von Thüringen. Da Ludwig zuvor, im Jahre 1110, ihre Tochter Hedwig geheiratet hatte, wurde sie nunmehr zur Schwägerin ihrer Tochter.
Heinrich Raspe I., Bannerträger Kaiser Lothars III. (von Supplinburg), der 1130 erstmals dokumentarisch als Graf von Gudensberg genannt wird, wurde 1130 ermordet. Da Kunigundes Ehe mit ihm kinderlos geblieben war und ihr Sohn Giso V. schon vor ihr verstorben war, gingen das gesamte gisonische und ein erheblicher Teil des bilsteinischen Erbes mit der Heirat Hedwigs und dem Tod Kunigundes an Ludwig I. von Thüringen, der 1131 zum Landgrafen erhoben worden war. Damit erlangten die Ludowinger eine Vormachtstellung in Nord- und Mittelhessen, die sie erst im 13. Jahrhundert nach dem Tod Heinrich Raspes IV. und dem darauf folgenden Thüringisch-Hessischen Erbfolgekrieg verlieren sollten. 
| Personendaten    | Personendaten          |
| ---------------- | ---------------------- |
| NAME             | Kunigunde von Bilstein |
| KURZBESCHREIBUNG | Gräfin von Gudensberg  |
| GEBURTSDATUM     | um 1080                |
| STERBEDATUM      | um 1140                |